# St. Johannes Baptista (Weilham)

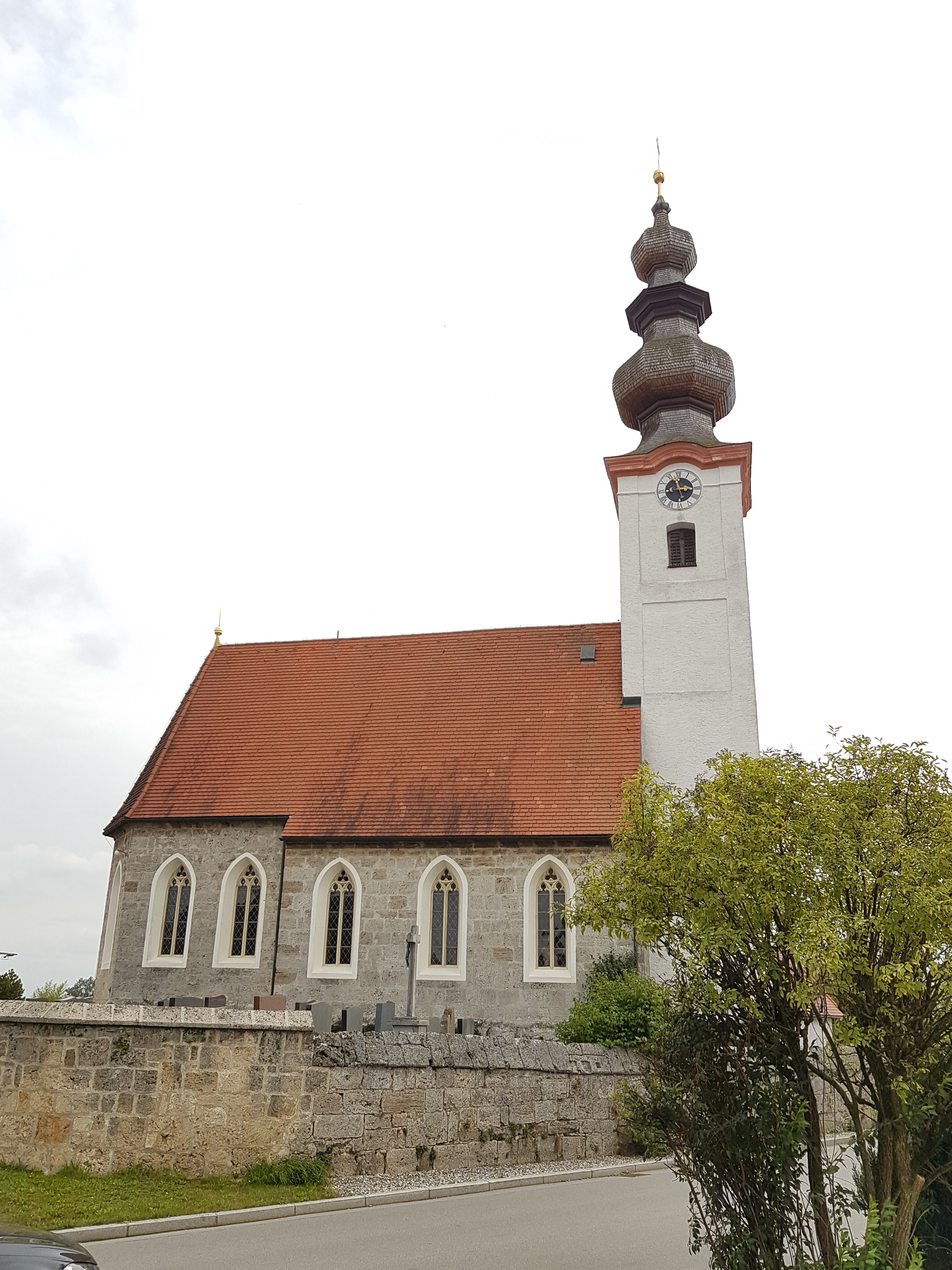
St. Johannes Baptista in Weilham

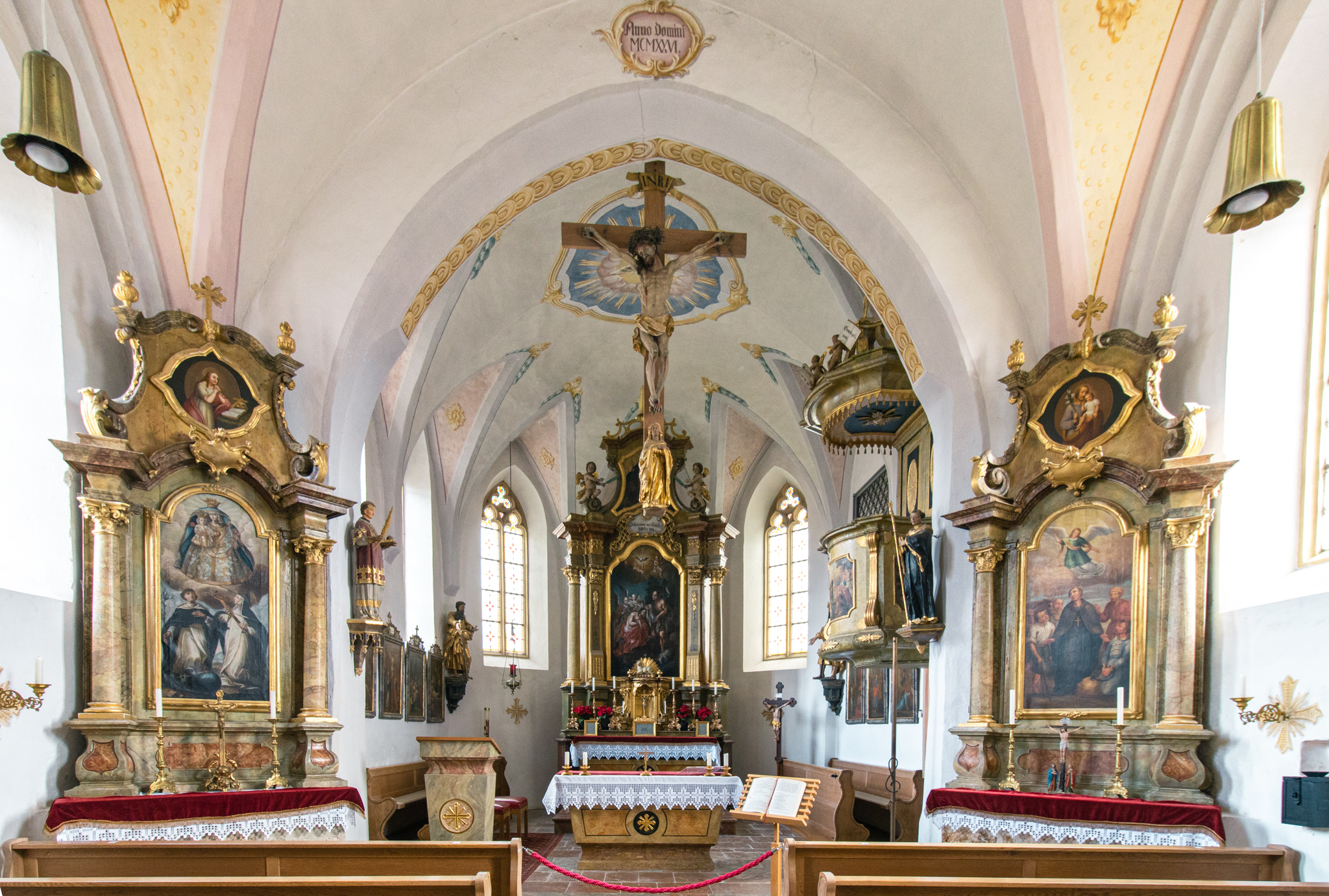
Innenraum

Die römisch-katholische Filialkirche St. Johannes Baptist, auch als St. Johannes der Täufer bezeichnet, steht in Weilham, einem Stadtteil von Tittmoning im oberbayerischen Landkreis Traunstein. Sie ist in der Liste der Baudenkmäler in Tittmoning unter der Nr. D-1-89-152-258 eingetragen. Die Kirche gehört zum Dekanat Traunstein im Erzbistum München und Freising. Kirchenpatron ist Johannes der Täufer.

## Beschreibung
Die im Kern spätgotische Saalkirche wurde nach ihrer Umgestaltung 1518 neu geweiht. Sie besteht aus dem Langhaus, dem eingezogenen, dreiseitig geschlossenen Chor im Osten, die beide aus Quadermauerwerk errichtet wurden, der Sakristei an der Südwand des Chors und einem Vorbau mit dem Portal an der Südwand des Langhauses. Der Kirchturm mit dreifacher Zwiebelhaube im Westen wurde im 18. Jahrhundert um ein Geschoss erhöht, das den Glockenstuhl und die Turmuhr enthält.
Im Innenraum des Chors stehen auf Konsolen die Skulpturen des Paulus von Tarsus und des Jakobus des Älteren.